# DynaRig
DynaRig (рус. дайнариг, нем. Dyna-Rigg), первоначально DynaSchiff — тип парусного вооружения, предложенный Вильгельмом Прёльссом в 1967 году.

## Описание

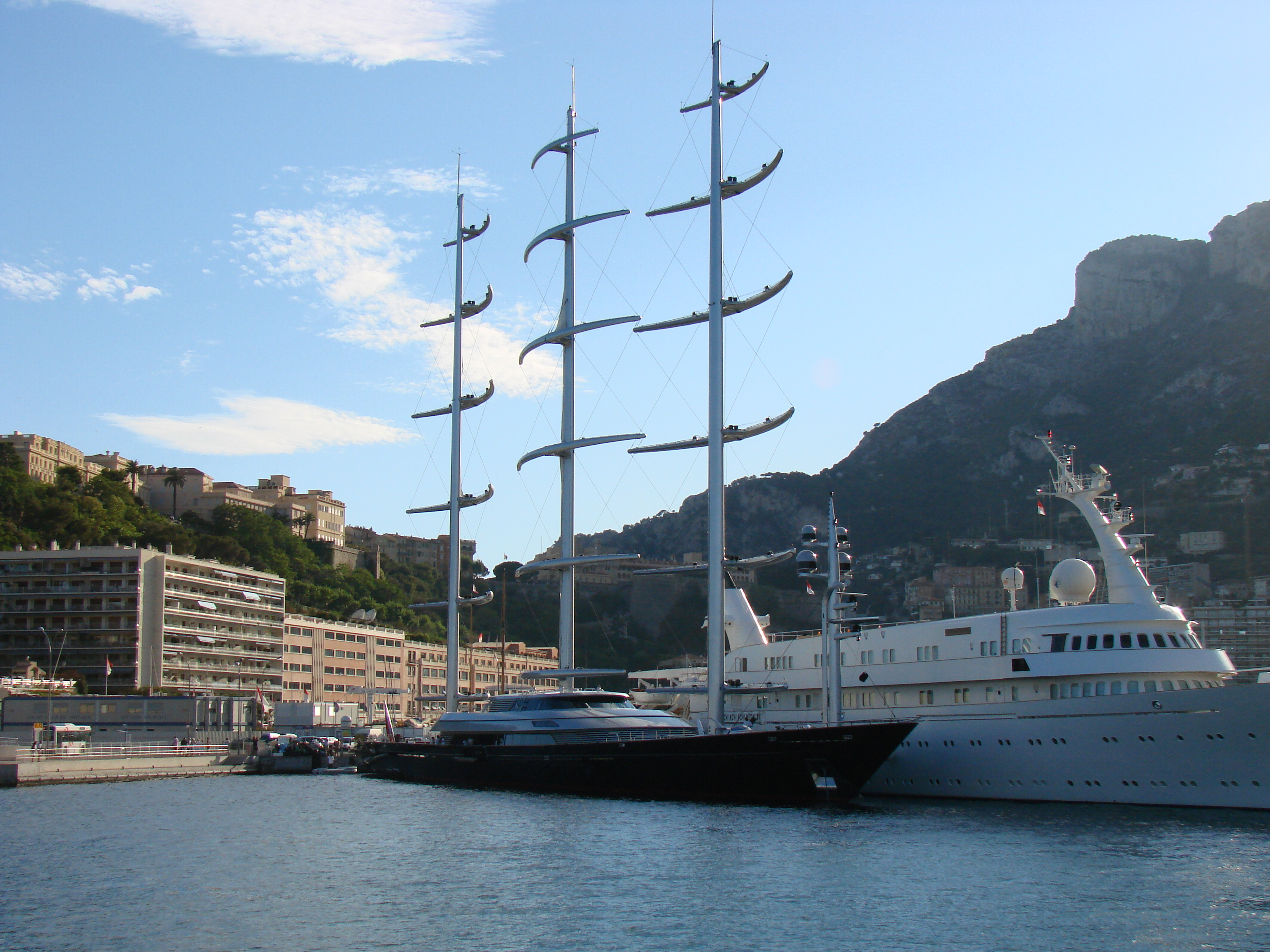
«Мальтийский сокол» в Монте-Карло

Вооружение типа «Дайнариг»

В 1906 году капитан учебного судна «Гроссгерцогиня Элизабет», Генрих Регенер запатентовал способ постановки и уборки прямых парусов от мачты вдоль реев. «Гроссгерцогиня» несла одну из мачт оборудованную такой системой. Развивая идею Регенера, Прёльсс предложил новую конструкцию мачты. В его проекте исключались щели между парусами, что создавало сплошную парусную панель на всю высоту мачты, с исключительными характеристиками. Дополнительно профиль создавали специальные реи, выгнутые в одну сторону. В проекте «Дайнариг» паруса убирались не к реям, как обычно, а к мачте, а точнее, втягивались в неё накручиванием на внутренние барабаны. Таким образом исключались использование бегучего такелажа и необходимость работы на мачтах, которые становились полностью автоматизированными. Мачты также были лишены стоячего такелажа. Первоначально мачты предполагалось сделать поворотными и трёхгранно-решётчатыми, но затем была предложена конструкция неподвижной мачты с парусами, убираемыми внутрь, а разный угол к ветру по высоте обеспечивали поворотные реи, как и на классическом вооружении.
Прёльсс получил несколько патентов на подобную конструкцию и основал две фирмы, в США и Дании, которые должны были заняться продвижением его идеи. Он предлагал шестимачтовый балкер водоизмещением около 17000 т как идеальное судно для возрождения парусного флота. Однако высокая стоимость постройки и низкая стоимость топлива не позволяли проекту воплотиться в жизнь. Правда, с началом энергетического кризиса 1973 года интерес к парусным судам существенно вырос. Однако до сих пор DynaRig не получила распространения. Наибольшими судами, оснащёнными подобными мачтами, являются яхта Maltese Falcon — одна из самых больших парусных яхт в мире длиной 88 м, построенная по заказу американского миллионера Тома Перкинса, и яхта Black Pearl длиной 106,7 м, построенная на верфи Oceanco, владельцем которой являлся российский бизнесмен Олег Бурлаков.